# Musikkegel
Der Musikkegel oder die Musik-Kegelschnecke (Conus musicus) ist eine Schnecke aus der Familie der Kegelschnecken (Gattung Conus), die im Indopazifik verbreitet ist und sich von Vielborstern ernährt.

## Merkmale
Conus musicus trägt ein kleines und leichtes bis mäßig leichtes Schneckenhaus, das bei ausgewachsenen Schnecken 1,4 bis 3 cm Länge erreicht. Der Körperumgang ist kegelförmig oder bauchig kegelförmig bis breitbauchig kegelförmig, der Umriss in der Hälfte zum Apax hin schwach bis deutlich konvex und in der anderen Hälfte meist gerade. Die Gehäusemündung kann in der Mitte eine Querrippe aufweisen. Die Schulter ist gewinkelt, nur gelegentlich eher gerundet, und ist schwach bis deutlich mit Tuberkeln besetzt. Das Gewinde ist niedrig bis mittelhoch, sein Umriss leicht konkav bis leicht konvex. Die Nahtrampen des Teleoconchs sind flach, in den späteren Umgängen mit 2 auf 3 bis 4 zunehmenden spiralig verlaufenden Rillen. Der Körperumgang ist an der Basis mit schwachen bis deutlichen, körnigen, spiralig verlaufenden feinen Rippen versehen, die sich manchmal bis zur Mitte oder sogar bis zu Schulter erstrecken.
Die Grundfarbe des Gehäuses ist weiß bis blassgrau. Der Körperumgang hat je eine graue, orangefarbene oder rötlich-braune spiralige Bande jederseits der Mitte, die gelegentlich beide hinfällig sein oder zu einer einzigen Farbfläche an der Basis verschmelzen können. Spiralige Reihen brauner Punkte und Striche mit wechselnder Anzahl und Anordnung erstrecken sich von der Basis bis zur Schulter. Dunkle Punkte können mit weißen Strichen oder Punkten abwechseln. Die Basis und der basale Teil der Spindel sind dunkelbläulich-violett. Über die späteren Nahtrampen verlaufen braune Markierungen zwischen den Tuberkeln der Schulter. Das Innere der Gehäusemündung ist dunkelbläulich-violet, in der Mitte und an der Schulter meist mit einer Bande in der Grundfarbe.
Das dünne, wechselnd durchscheinende und glatte Periostracum ist hellbraun.
Die Oberseite des Fußes ist an beiden Enden weiß bis rot, an den seitlichen Randbereichen ähnlich oder kontrastierend und gelegentlich durch eine dunkle Rinne getrennt. Der Vorderabschnitt ist manchmal mit einem schwarzen Fleck in der Mitte und weißen Punkten an den Ecken versehen. Der Bereich unter dem Operculum ist manchmal weiß. Die Fußsohle ist rot und – mit Ausnahme des Vorder- und Hinterendes – stark mit weißen Punkten oder länglichen weißen Markierungen übersät, die Mittelachse meist einer grauen Längslinie, manchmal nur dunkler rot. Das Rostrum ist rot, manchmal mit weißen Flecken. Die Fühler sind weiß bis rot mit weißen Augenstielen. Der Sipho ist rosa mit roten Punkten oder länglichen weißen Axialmarkierungen, oft auch weißen Punkten und dünnen braunen Linien und meist einer roten Spitze.
Die mit einer Giftdrüse verbundenen Radula-Zähne haben an der Spitze einen Widerhaken und auf der Gegenseite eine Schneide. Sie sind gesägt und haben in der Mitte eine Taille. An der Basis sitzt ein Sporn.

## Verbreitung und Lebensraum
Conus musicus ist im Indopazifik von den Küsten Sri Lankas und der Malediven als westlichstem Punkt bis zu den Marshall-Inseln, Fidschi- und Ryūkyū-Inseln sowie an West- und Ostküste Australiens verbreitet.
Er lebt in der Gezeitenzone, häufiger noch darunter in Meerestiefen von 1 bis 18 m auf Felsgesimsen und Riffkronen auf Sand mit Algenbewuchs, Kalkstein, toten Korallen oder Felsspalten und Höhlen in Korallenriffen.

## Ernährung
Die Beute von Conus musicus besteht aus erranten Vielborstern insbesondere der Familie Nereididae und Eunicidae, die er mit seinen Radulazähnen sticht und mithilfe des Gifts aus seiner Giftdrüse immobilisiert. Am Great Barrier Reef wurden 6 Arten, im östlichen Indischen Ozean 2 Arten, darunter Nereis trifasciata, als Beutetiere festgestellt, die alle zur Familie der Nereididae gehören, während die Kegelschnecke an den Malediven und Chagos neben verschiedenen Nereiden und Euniciden vor allem Eunice afra fraß.